# Den hvide væg
Den hvide væg er en svensk dramafilm fra 1975 skrevet og instrueret af Stig Björkman. I hovedrollerne ses blandt andre Harriet Andersson, Lena Nyman og Sven Wollter.

## Handling
Monika er en helt almindelig og moderne kvinde. Hendes omgivelser er dog meget mere elegante end hendes daglige tilværelse. Hun er arbejdsløs, hendes mand er væk, og hun er alene midt i det, der burde være det gode liv.

## Medvirkende (i udvalg)
- Harriet Andersson som Monika Larsson
- Lena Nyman som Berit
- Sven Wollter som Kjell Larsson
- Tomas Pontén som Arne Blomgren
- Theodor Kallifatides som Giorgos
- Carl Carlswärd som bilmekaniker
- Annette Kullenberg som receptionist